# Jean-Claude Skrela
Jean-Claude Skrela (Cornebarrieu, 1º ottobre 1949) è un ex rugbista a 15, allenatore di rugby a 15 e dirigente sportivo francese, già commissario tecnico della Francia alla Coppa del Mondo di rugby 1999.

## Biografia
Nato a Cornebarrieu ma cresciuto a Colomiers (Alta Garonna) in una famiglia di agricoltori di origine polacca, Skrela esordì in campionato con l'Auch, per poi passare presto al Tolosa, club cui legò gran parte della sua carriera.
Flanker, debuttò in Nazionale francese nel 1971; a titolo statistico, segnò la prima meta internazionale della storia del rugby valida 4 punti (20 novembre 1971, Francia - Australia) e vinse due tornei del Cinque Nazioni: quello famoso del 1973 con tutte e cinque le squadre a pari merito, e quello del 1977 con il Grande Slam.
Con il Tolosa giunse alla finale del campionato francese del 1979-80, e nel 1984 si ritirò dall'attività agonistica per passare alla carriera tecnica.
Al suo attivo anche un invito nei Barbarians, entrando così a far parte del gruppo di francesi convocati nel prestigioso club inglese, insieme ad altri notissimi giocatori come Jean-Pierre Rives e Pierre Villepreux.
L'esperienza indusse Skrela insieme ai suoi compagni di nazionale a fondare i Barbarian francesi sulla falsariga di quelli più famosi d'Oltremanica.
Divenuto allenatore dello stesso Tolosa in coppia con Villepreux, vinse tre titoli francesi; quando poi Villepreux passò a un incarico tecnico presso la Federazione Italiana Rugby, per la quale anni prima aveva già diretto la Nazionale, Skrela prese la conduzione tecnica del Colomiers, la squadra della città dov'era cresciuto.
La coppia Skrela-Villepreux si riformò nel 1995 quando i due furono nominati rispettivamente C.T. e assistente allenatore della Nazionale francese.
Alla guida tecnica della Francia Skrela riportò la prima sconfitta della storia contro l'Italia, a Grenoble, nella finale di Coppa FIRA 1995-97, che laureò gli Azzurri campioni d'Europa; nella Coppa del Mondo di rugby 1999, tuttavia, conquistò la finale battendo la Nuova Zelanda in semifinale, e cedendo solo all'Australia nell'ultimo atto.
Terminato l'incarico di C.T. alla fine della Coppa del Mondo, dal gennaio 2004 Jean-Claude Skrela è direttore tecnico nazionale della Fédération Française de Rugby.
È padre di due sportivi internazionali per la Francia, entrambi ritirati dall'attività agonistica: David (1979), rugbista anch'egli nel ruolo di apertura fino al 2016, e Gaëlle (1983), cestista professionista a Lattes fino al 2017.

## Palmarès

### Allenatore
- Campionati francesi: 3
Tolosa: 1984-85, 1985-86, 1988-89